# Morti nel 1808
| Questa pagina contiene informazioni ricavate automaticamente dalle voci biografiche con l'ausilio del template Bio e di un bot. L'aggiornamento è periodico e automatico e ricostruisce completamente la pagina. Se manca una persona in questa lista, sei pregato di non aggiungerla, ma accertati piuttosto che la sua voce biografica contenga il template Bio e che i dati anagrafici siano correttamente compilati. Se il template Bio manca, inseriscilo tu stesso o, in alternativa, metti l'avviso {{tmp\|Bio}} che ne segnala la mancanza. Se i dati riportati sono sbagliati, correggi direttamente la voce biografica; le modifiche saranno visibili in questa lista entro pochi giorni. Per chiarimenti vedi il progetto biografie. La lista contiene solo le 162 persone che sono citate nell'enciclopedia e per le quali è stato implementato correttamente il template Bio. Pagina aggiornata al 18 apr 2025. |

## Gennaio(6)
- 1º gennaio - Johann Christian Neuber, orafo e museologo tedesco (n. 1736)
- 1º gennaio - Luisa di Sassonia-Gotha-Altenburg, nobile tedesca (n. 1756)
- 4 gennaio - Benedetto di Savoia, nobile italiano (n. 1741)
- 14 gennaio - Carlo Emanuele Malaspina, nobile italiano (n. 1752)
- 23 gennaio - Federica Carlotta di Brandeburgo-Schwedt, principessa (n. 1745)
- 31 gennaio - Gavriil Petrovič Gagarin, nobile e politico russo (n. 1745)

## Febbraio(20)
- 2 febbraio - Virgilio Cavina, matematico italiano (n. 1731)
- 2 febbraio - Luciano Xavier Santos, compositore portoghese (n. 1734)
- 4 febbraio - Giuseppe Antonio Slop, astronomo italiano (n. 1740)
- 4 febbraio - Mary Anne Talbot, corsaro inglese (n. 1778)
- 7 febbraio - Ove Høegh-Guldberg, politico e teologo danese (n. 1731)
- 7 febbraio - Jan van Os, pittore olandese (n. 1744)
- 8 febbraio - Giuseppe Cassella, astronomo e matematico italiano (n. 1755)
- 11 febbraio - José Francisco Miguel António de Mendonça, cardinale e patriarca cattolico portoghese (n. 1725)
- 13 febbraio - William Fullarton, politico e militare britannico (n. 1754)
- 14 febbraio - Antonio Asprucci, architetto italiano (n. 1723)
- 14 febbraio - John Dickinson, politico e avvocato statunitense (n. 1732)
- 14 febbraio - Izabella Poniatowska, nobildonna polacca (n. 1730)
- 17 febbraio - Jean-Frédéric Perregaux, banchiere e politico svizzero (n. 1744)
- 18 febbraio - Giuseppe Piermarini, architetto italiano (n. 1734)
- 19 febbraio - David Emanuel, politico statunitense (n. 1744)
- 20 febbraio - Christoph Leontievič Euler, generale e nobile tedesco (n. 1743)
- 22 febbraio - Biagio Rebecca, pittore e decoratore italiano (n. 1731)
- 23 febbraio - Giovanni Maria Angioy, rivoluzionario, funzionario e politico italiano (n. 1751)
- 25 febbraio - Matteo Biffi Tolomei, economista e politico italiano (n. 1730)
- 26 febbraio - Domenico Maria Sala, architetto svizzero (n. 1727)

## Marzo(12)
- 1º marzo - Giovanni Bertati, librettista italiano (n. 1735)
- 3 marzo - Johan Christian Fabricius, entomologo, botanico e medico danese (n. 1745)
- 3 marzo - Anton von Maron, pittore austriaco (n. 1733)
- 4 marzo - Luigi Cerretti, poeta, scrittore e politico italiano (n. 1738)
- 9 marzo - Joseph Bonomi il Vecchio, architetto italiano (n. 1739)
- 12 marzo - Jean Gaspard de Vence, ammiraglio francese (n. 1747)
- 13 marzo - Cristiano VII di Danimarca, re (n. 1749)
- 17 marzo - Anna Heinel, ballerina tedesca (n. 1753)
- 17 marzo - Carl Hindenburg, matematico tedesco (n. 1741)
- 22 marzo - Ulrik Christian Kaas, ammiraglio danese (n. 1729)
- 23 marzo - Liévin-Bonaventure Proyart, scrittore e abate francese (n. 1743)
- 30 marzo - Gustaf Fredrik Gyllenborg, poeta svedese (n. 1731)

## Aprile(12)
- 5 aprile - Johann Georg Wille, incisore tedesco (n. 1715)
- 7 aprile - Peter Rainier, ammiraglio e politico britannico (n. 1741)
- 9 aprile - Georg Karl von Fechenbach, vescovo cattolico tedesco (n. 1749)
- 10 aprile - Jean-Laurent Mosnier, pittore e miniaturista francese (n. 1743)
- 10 aprile - Karl Heinrich di Nassau-Siegen, avventuriero e ufficiale francese (n. 1743)
- 14 aprile - Giovanni Jacopo Dionisi, letterato, critico letterario e religioso italiano (n. 1724)
- 15 aprile - Hubert Robert, pittore francese (n. 1733)
- 18 aprile - Jacopo Guarana, pittore italiano (n. 1720)
- 18 aprile - Pietro Antonio Stefani, presbitero e scrittore italiano (n. 1733)
- 19 aprile - Cornelia Barbaro Gritti, nobildonna e poetessa italiana (n. 1719)
- 25 aprile - Adamo Marcori, compositore italiano (n. 1763)
- 25 aprile - Luigi Tomasini, violinista e compositore italiano (n. 1741)

## Maggio(9)
- 2 maggio - Pedro Velarde y Santillán, militare spagnolo (n. 1779)
- 5 maggio - Pierre Jean Georges Cabanis, medico, fisiologo e filosofo francese (n. 1757)
- 10 maggio - Joseph Marie Servan de Gerbey, generale francese (n. 1741)
- 17 maggio - Jacob Albright, religioso statunitense (n. 1759)
- 23 maggio - Carlo Roero di Cortanze, nobile italiano (n. 1742)
- 25 maggio - Carlo Giovanni Battista di Dietrichstein, nobile e alchimista boemo (n. 1728)
- 28 maggio - Richard Hurd, vescovo anglicano e critico letterario britannico (n. 1720)
- 30 maggio - Luigi Carlo di Borbone-Orléans, nobile (n. 1779)
- 31 maggio - Matteo Marzi, fantino italiano (n. 1772)

## Giugno(10)
- 4 giugno - Francesco Saverio Passari, arcivescovo cattolico italiano (n. 1744)
- 5 giugno - Christoph Gottfried Bardili, filosofo tedesco (n. 1761)
- 7 giugno - Johann Jakob Hartenkeil, medico e chirurgo tedesco (n. 1761)
- 8 giugno - Luigi Fantoni, storico e letterato italiano (n. 1749)
- 10 giugno - Jean-Baptiste de Belloy-Morangle, cardinale e arcivescovo cattolico francese (n. 1709)
- 11 giugno - Giovanni Battista Cirri, violoncellista e compositore italiano (n. 1724)
- 17 giugno - Louis-Joseph de Montmorency-Laval, cardinale e vescovo cattolico francese (n. 1724)
- 19 giugno - Alexander Dalrymple, geografo, cartografo e esploratore britannico (n. 1737)
- 20 giugno - Franciszek Ksawery Dmochowski, scrittore, poeta e traduttore polacco (n. 1762)
- 29 giugno - Filippo Maria Renazzi, avvocato e storico italiano (n. 1745)

## Luglio(10)
- 4 luglio - Fisher Ames, politico e avvocato statunitense (n. 1758)
- 6 luglio - Alexandre de Gouveia, missionario e vescovo cattolico portoghese (n. 1751)
- 8 luglio - Friedrich Kasimir Medikus, botanico e fisico tedesco (n. 1736)
- 13 luglio - Kabakçı Mustafa, militare e politico ottomano (n. 1770)
- 14 luglio - Ambrogio Soldani, abate e naturalista italiano (n. 1736)
- 16 luglio - Giuseppe Caracciolo, VI principe di Torella, rivoluzionario e principe italiano (n. 1747)
- 27 luglio - Fredrik Vilhelm von Hessenstein, generale e nobile svedese (n. 1735)
- 28 luglio - Leopoldina del Liechtenstein, principessa austriaca (n. 1793)
- 28 luglio - Selim III, sultano ottomano (n. 1761)
- 31 luglio - Giuseppe Bencivenni Pelli, saggista e scrittore italiano (n. 1729)

## Agosto(8)
- 1º agosto - Johann Matthias Schröckh, storico delle religioni austriaco (n. 1733)
- 1º agosto - Diana Spencer, nobile e artista britannica (n. 1734)
- 9 agosto - Carlo Bellisomi, cardinale e arcivescovo cattolico italiano (n. 1736)
- 9 agosto - Carlo Bollani, architetto italiano
- 10 agosto - Jan Chrzciciel Albertrandi, storico, gesuita e bibliotecario polacco (n. 1731)
- 11 agosto - Clément-Pierre Marillier, incisore e disegnatore francese (n. 1740)
- 21 agosto - Francesco Gemelli, gesuita italiano (n. 1736)
- 28 agosto - Andrea Sanfelice, nobile italiano (n. 1763)

## Settembre(10)
- 11 settembre - José Celestino Mutis, presbitero, botanico e matematico spagnolo (n. 1732)
- 14 settembre - Antonio Valcárcel y Pío de Saboya, archeologo, letterato e scrittore spagnolo (n. 1748)
- 16 settembre - Pierantonio Bondioli, medico italiano (n. 1765)
- 20 settembre - René-Louis de Girardin, artista, scrittore e militare francese (n. 1735)
- 22 settembre - Maria Elisabetta d'Asburgo-Lorena, badessa (n. 1743)
- 23 settembre - Gaetano Vestris, ballerino e coreografo francese (n. 1729)
- 25 settembre - Richard Porson, filologo classico, metricista e bibliotecario britannico (n. 1759)
- 26 settembre - Pavel Vranický, compositore e violinista ceco (n. 1756)
- 27 settembre - Giuseppe Vanni, nobile italiano (n. 1763)
- 30 settembre - Filippo Maria Gherardeschi, compositore e pianista italiano (n. 1738)

## Ottobre(10)
- 1º ottobre - Carl Gotthard Langhans, architetto tedesco (n. 1732)
- 1º ottobre - Regina Mingotti, italiana (n. 1722)
- 1º ottobre - Thomas Thorild, poeta e filosofo svedese (n. 1759)
- 4 ottobre - Francisco Primo de Verdad y Ramos, avvocato messicano (n. 1760)
- 8 ottobre - Guglielmina d'Assia-Kassel, nobile (n. 1726)
- 11 ottobre - John Page, politico statunitense (n. 1744)
- 15 ottobre - Michail Petrovič Dolgorukov, generale e nobile russo (n. 1780)
- 21 ottobre - Nicola Saverio Gamboni, patriarca cattolico italiano (n. 1746)
- 25 ottobre - Giovanni Battista Staffieri, stuccatore e scultore svizzero (n. 1749)
- 27 ottobre - Gabriel Louis de Caulaincourt, militare e politico francese (n. 1740)

## Novembre(11)
- 3 novembre - Giacomo Boselli, ceramista italiano (n. 1744)
- 4 novembre - Melchiorre Cesarotti, scrittore, traduttore e linguista italiano (n. 1730)
- 9 novembre - John Loring, militare e marinaio britannico (n. 1761)
- 10 novembre - Guy Carleton, generale e nobile britannico (n. 1724)
- 15 novembre - Alemdar Mustafa Pascià, militare e politico ottomano (n. 1765)
- 16 novembre - Enevold de Falsen, giurista, poeta e attore teatrale norvegese (n. 1755)
- 16 novembre - Tommaso Maria Gabrini, matematico italiano (n. 1726)
- 17 novembre - Mustafa IV, sultano ottomano (n. 1779)
- 18 novembre - Vittorio Amedeo Didier, letterato italiano (n. 1730)
- 19 novembre - Carlo Mazza, presbitero italiano (n. 1738)
- 22 novembre - Antimo di Gerusalemme, arcivescovo ortodosso greco

## Dicembre(16)
- 4 dicembre - Carl Ludwig Fernow, critico d'arte e scrittore tedesco (n. 1763)
- 5 dicembre - Marco Carburi, chimico e mineralogista italiano (n. 1731)
- 8 dicembre - Maria Elisabetta Guglielmina di Baden, duchessa (n. 1782)
- 9 dicembre - Marianne Kirchgeßner, pianista tedesca (n. 1769)
- 10 dicembre - Delfino Muletti, storico e scrittore italiano (n. 1755)
- 13 dicembre - Saverio Bettinelli, gesuita, scrittore e critico letterario italiano (n. 1718)
- 13 dicembre - Gaspare Capparoni, scultore e incisore italiano (n. 1761)
- 16 dicembre - Francisco da Assunção e Brito, arcivescovo cattolico portoghese (n. 1726)
- 17 dicembre - Charles Jenkinson, I conte di Liverpool, nobile inglese (n. 1727)
- 22 dicembre - Michelangelo Alessandro Colli-Marchini, generale e diplomatico italiano (n. 1738)
- 22 dicembre - Samuel Shelley, pittore e incisore britannico (n. 1750)
- 28 dicembre - Anne Luttrell, nobildonna irlandese (n. 1743)
- 29 dicembre - Domenico Spoto, vescovo cattolico italiano (n. 1729)
- 29 dicembre - Luigi Valenti Gonzaga, cardinale italiano (n. 1725)
- 30 dicembre - José Moñino y Redondo, conte di Floridablanca, politico spagnolo (n. 1728)
- 30 dicembre - Pëtr Andreevič Šuvalov, ufficiale russo (n. 1771)

## Senza giorno specificato(28)
- Giuseppe Amendola, compositore italiano (n. 1750)
- James Anderson of Hermiston, economista scozzese (n. 1739)
- Antonia María de Heredia, nobildonna spagnola (n. 1746)
- Giovanni Battista Ayroli, doge (n. 1731)
- Giuseppe Costantini, brigante italiano (n. 1758)
- Giuseppe Crestadoro, pittore italiano (n. 1711)
- Domenico Maria Federici, religioso e storico italiano (n. 1739)
- Giuseppe Flaiani, anatomista italiano (n. 1741)
- Giuseppe Fonseca Chavez, generale italiano (n. 1742)
- Lewis Hallam Jr., attore teatrale e direttore teatrale inglese (n. 1740)
- John Home, drammaturgo scozzese (n. 1722)
- John Ingleby, pittore e miniaturista britannico (n. 1749)
- Antonio Katsantonis, patriota e militare greco (n. 1775)
- Charles de La Bussière, attore teatrale francese (n. 1768)
- Richard de Lalonde, incisore francese (n. 1735)
- Giacomo Pisano, brigante italiano
- Kelesh Ahmed-Bey Shervashidze, principe abcaso (n. 1747)
- Ignazio Spergher, compositore e organista italiano (n. 1734)
- Ivan Egorovič Starov, architetto russo (n. 1745)
- Antonio Maria Torricelli, pittore svizzero (n. 1751)
- Giuseppe Antonio Maria Torricelli, pittore svizzero (n. 1710)
- Filippo Vivalda, politico e militare italiano (n. 1732)
- John Wilkinson, ingegnere inglese (n. 1728)
- Giacomo Zampa, pittore italiano (n. 1731)
- Giovanni Zanobi Weber, incisore e medaglista italiano
- Davide Zanotti, pittore italiano (n. 1733)
- Giovanni Verardo Zeviani, medico italiano (n. 1725)
- Rafael d'Ossery, presbitero tedesco (n. 1736)